# Воля-Серніцька
Воля-Серніцька (пол. Wola Sernicka) — село в Польщі, у гміні Серники Любартівського повіту Люблінського воєводства.
Населення — 968 осіб (2011).
У 1975-1998 роках село належало до Люблінського воєводства.

## Демографія
Демографічна структура станом на 31 березня 2011 року:
|          | Загалом | Допрацездатний вік | Працездатний вік | Постпрацездатний вік |
| -------- | ------- | ------------------ | ---------------- | -------------------- |
| Чоловіки | 468     | 91                 | 323              | 54                   |
| Жінки    | 500     | 88                 | 275              | 137                  |
| Разом    | 968     | 179                | 598              | 191                  |